# 小行星2774
小行星2774（2774 Tenojoki）是一颗围绕太阳公转的小行星。1942年10月3日，利斯·奧特瑪在图尔库发现了此天体。
該小行星以挪威的塔納河命名。
这颗小行星的绝对星等为108.5700927840782等。